# U-19-Handball-Europameisterschaft der Frauen
Die U-19-Handball-Europameisterschaften der Frauen ist der Wettbewerb der besten Nationalmannschaften für weibliche Handballspieler unter 19 Jahren und wird seit 1996 ausgespielt. Sie finden im Abstand von zwei Jahren statt. Nach einer Qualifikation treffen die besten Mannschaften der Europäischen Handballföderation (EHF) aufeinander. Das Turnier dient neben der Ermittlung der besten europäischen Mannschaft auch als Qualifikation für die U-20-Handball-Weltmeisterschaft der Frauen.
Aktueller Titelverteidiger ist Ungarn.

## Turniere im Überblick
| Jahr | Gastgeber   | TN | Europameister | Ergebnis | Zweiter     | Dritter                |
| ---- | ----------- | -- | ------------- | -------- | ----------- | ---------------------- |
| 1996 | Polen       |    | Dänemark      | 24:23    | Ukraine     | Russland               |
| 1998 | Slowakei    |    | Rumänien      | 33:24    | Litauen     | Russland               |
| 2000 | Frankreich  |    | Rumänien      | 30:28    | Russland    | Kroatien               |
| 2002 | Finnland    |    | Russland      | 25:24    | Ungarn      | Spanien                |
| 2004 | Tschechien  |    | Russland      | 25:24    | Norwegen    | Serbien und Montenegro |
| 2007 | Türkei      |    | Dänemark      | 29:19    | Spanien     | Rumänien               |
| 2009 | Ungarn      |    | Norwegen      | 29:27    | Ungarn      | Russland               |
| 2011 | Niederlande |    | Dänemark      | 29:27    | Niederlande | Österreich             |
| 2013 | Dänemark    | 16 | Russland      | 36:28    | Ungarn      | Dänemark               |
| 2015 | Spanien     | 16 | Dänemark      | 29:26    | Russland    | Schweden               |
| 2017 | Slowenien   | 16 | Frankreich    | 1        | Dänemark    | Ungarn                 |
| 2019 | Ungarn      | 16 | Ungarn        | 27:20    | Niederlande | Norwegen               |
| 2021 | Slowenien   | 16 | Ungarn        | 31:22    | Russland    | Frankreich             |
| 2023 | Rumänien    | 16 | Ungarn        | 35:26    | Dänemark    | Rumänien               |
| 2025 | Montenegro  | 24 | Deutschland   | 34:27    | Spanien     | Dänemark               |

1 Finalgegner Russland wurde aufgrund eines Dopingverstoßes nachträglich die Silbermedaille aberkannt

## Medaillenspiegel
| Rang | Land                   | Goldmedaillen | Silbermedaillen | Bronzemedaillen | Gesamt |
| ---- | ---------------------- | ------------- | --------------- | --------------- | ------ |
| 1    | Dänemark               | 4             | 2               | 2               | 8      |
| 2    | Russland               | 3             | 3               | 3               | 9      |
| 3    | Ungarn                 | 3             | 3               | 1               | 7      |
| 4    | Rumänien               | 2             | 0               | 2               | 4      |
| 5    | Norwegen               | 1             | 1               | 1               | 3      |
| 6    | Frankreich             | 1             | 0               | 1               | 2      |
| 7    | Deutschland            | 1             | 0               | 0               | 1      |
| 8    | Spanien                | 0             | 2               | 1               | 3      |
| 9    | Niederlande            | 0             | 2               | 0               | 2      |
| 10   | Ukraine                | 0             | 1               | 0               | 1      |
|      | Litauen                | 0             | 1               | 0               | 1      |
| 12   | Österreich             | 0             | 0               | 1               | 1      |
|      | Kroatien               | 0             | 0               | 1               | 1      |
|      | Schweden               | 0             | 0               | 1               | 1      |
|      | Serbien und Montenegro | 0             | 0               | 1               | 1      |

(Stand: 20. Juli 2025)